# Bulbophyllum forbesii
Bulbophyllum forbesii là một loài phong lan thuộc chi Bulbophyllum.